# Janvier South
Janvier South ou Janvier est un hameau (hamlet) de Wood Buffalo (municipalité spécialisée), situé dans la province canadienne d'Alberta.

## Démographie
En tant que localité désignée dans le recensement de 2011, janvier South a une population de 104 habitants dans 41 de ses 55 logements, soit une variation de 100% par rapport à la population de 2006. Avec une superficie de 5,118 4 km2, le hameau possède une densité de population de 20,318 8 hab/km2 en 2011.
Concernant le recensement de 2006, janvier South abritait 0 habitants dans 0 de ses 30 logements. Avec une superficie de 5,118 4 km2, le hameau possédait une densité de population de 0,0 hab/km2 en 2006.